# Lodowe kowadło
Lodowe kowadło (ang. The Anvil of Ice) to dzieło Michaela Scotta Rohana utrzymane w tematyce fantasy wydane po raz pierwszy w 1986 roku. Jest to pierwsza część sagi Zima świata, opowiadającej o życiu i bohaterskich czynach młodego Alva-Elofa, nawiązującej do mitologii staroskandynawskiej.  Data pierwszego polskiego wydania  to rok 1994 nakładem Wydawnictwa Amber.